# Hjalmar Strømme
Hjalmar Strømme (26. september 1900 i Bergen – 15. december 1925 samme sted) var en norsk bokser som boksede for Bergens Atletklub.
Han en guldmedalje i vægtklassen fjervægt i NM 1916 og en guldmedalje i vægtklassen mellemvægt A i NM 1919. Han deltog under sommer-OL for Norge i 1920 i Antwerpen hvor han kom på en 4. plads i vægtklassen mellemvægt.